# Avenida de la Hispanidad
Az Avenida de la Hispanidad egy főút Madridban, mely összeköti a Repülőtér T1 terminálját a város szívébe vivő Calle de Alcalá főúttal.

## Kapcsolata a Centroval
Az Avenida de la Hispanidadon több busz is közlekedik. Vannak köztük kerületeik, de van olyan is, amely a központ, a Cybeles tér felé visz.
Gyalogosan a T1 termináltól a Centro felé délre először a parkoló után egy gyaloghídon lehet átkelni a 33-as szám, és tovább délnyugatra a Paseo de la Alameda de Osuna, ezután pedig a Canillejas csomópontnál a város szívébe vezető Calle de Alcalá felé.

## Főbb pontjai
- Az M-11-es déli felhajtója az út nyugati oldalára átvezető gyaloghíddal
- Av. Hispanidad 24 - Calle Carabela nagy körforgalmi sarok
- Hilton Madrid Airport (a Canillejas felől)

## Külső hivatkozások
- A Barajas üzleti központ honlapja